# Jurij Možarovs'kyj
Jurij Andrijovyč Možarovs'kyj (Leopoli, 2 ottobre 1976) è un arbitro di calcio ucraino.

## Carriera
Ha cominciato ad arbitrare nella massima serie ucraina dal 2007. Nel 2011 diventa arbitro internazionale.